# مسجد فرح أباد
مسجد فرح‌ أباد هو مسجد متعلق بالسلالة الصفوية ويقع في محافظة مازندران، مقاطعة ساري. هذا المسجد هو جزء من مجمع فرح‌ أباد.

## معرض الصور

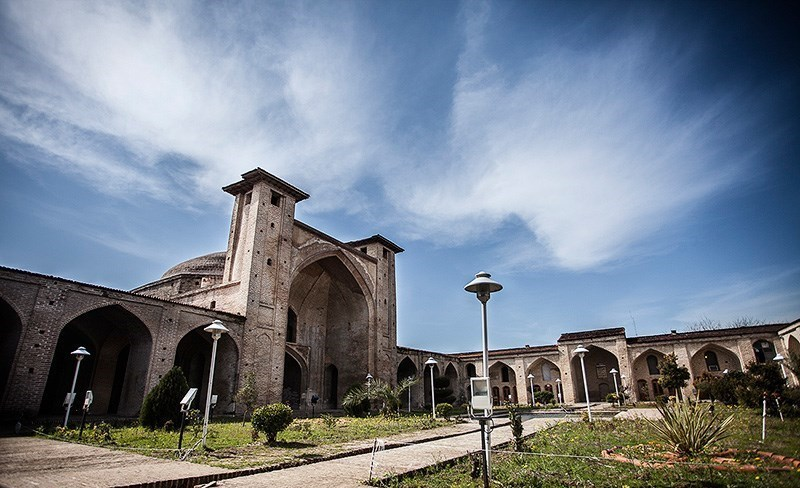
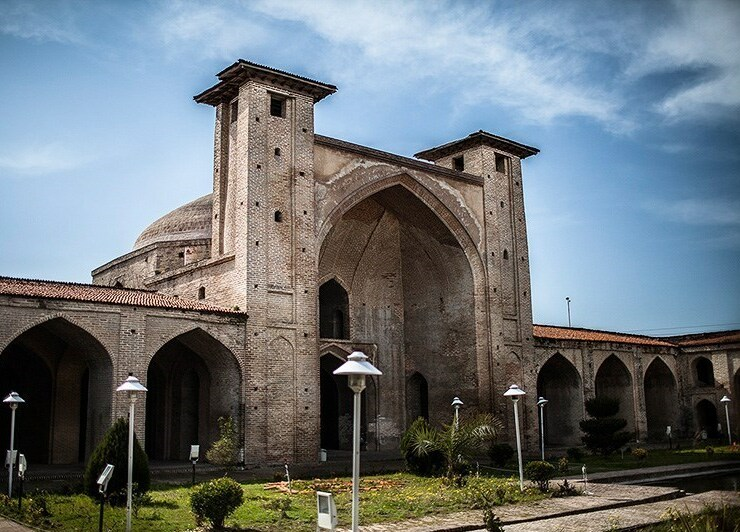
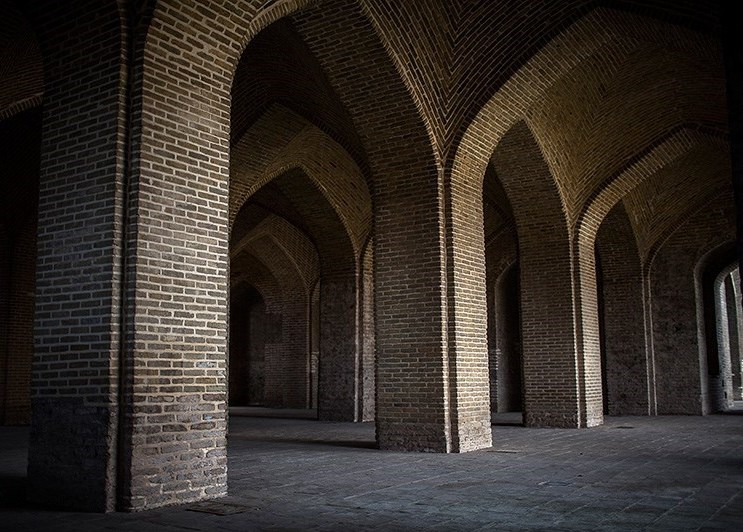
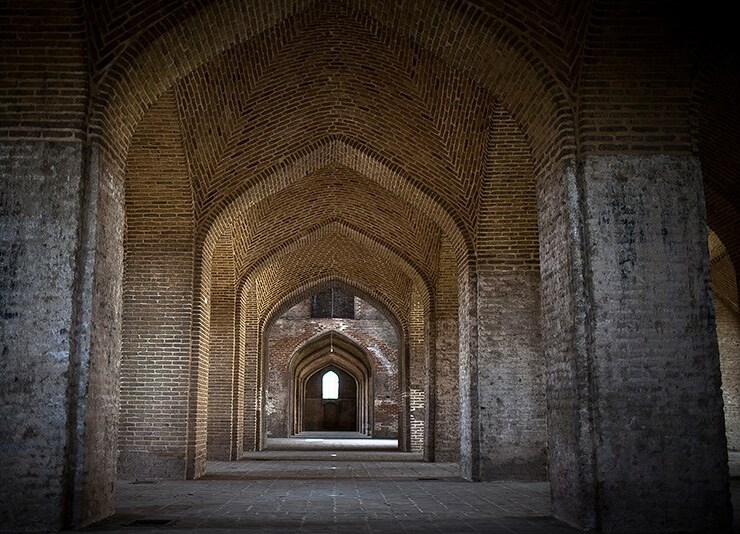
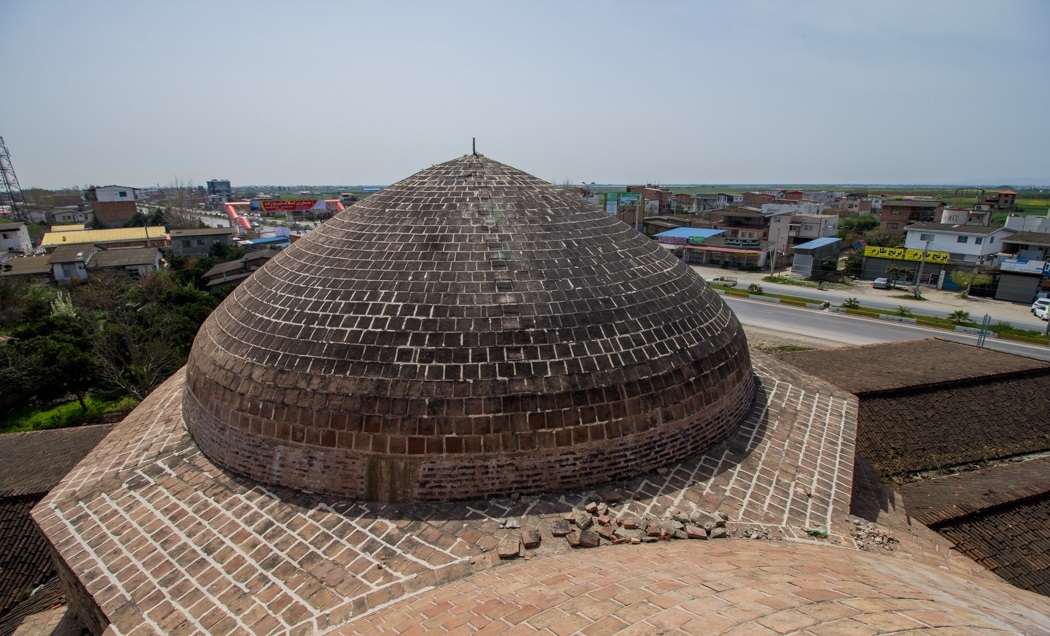
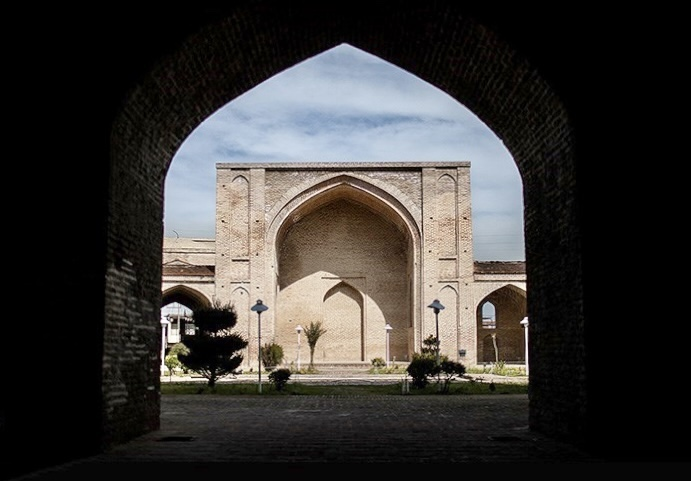
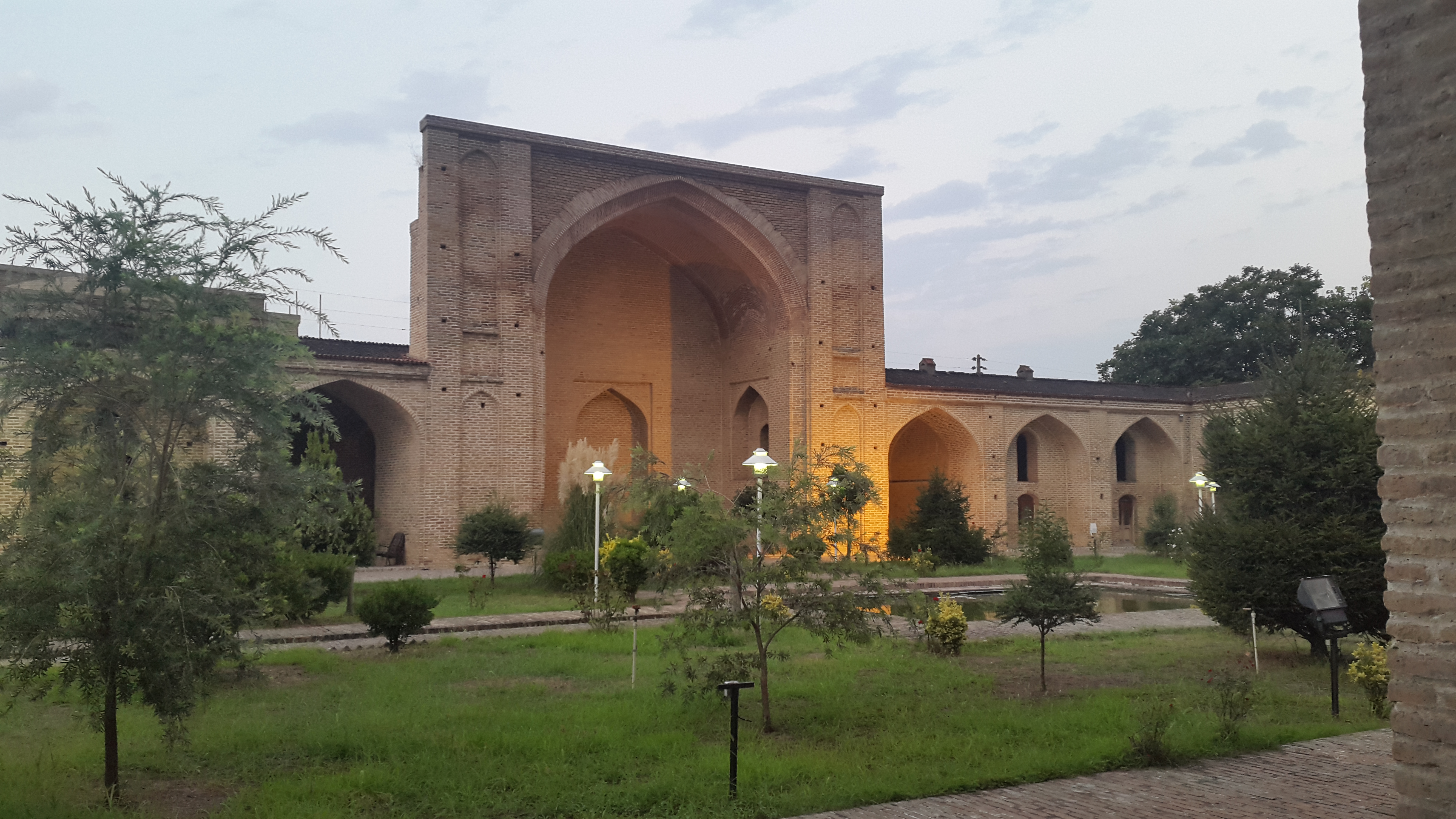
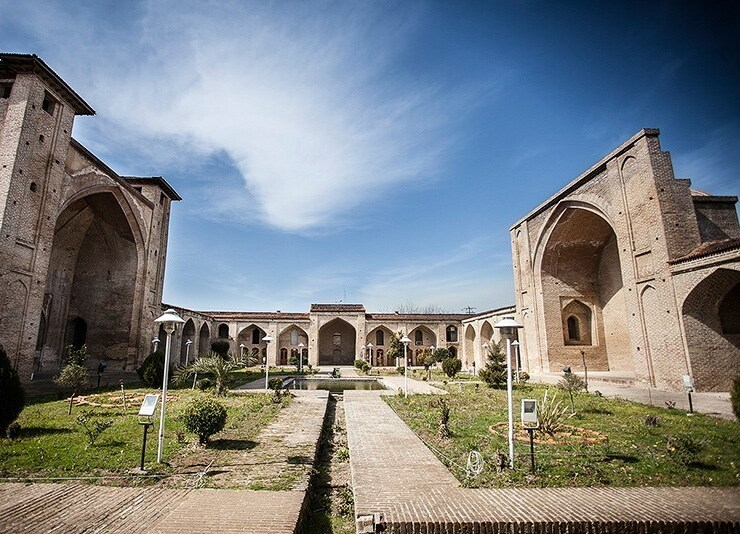
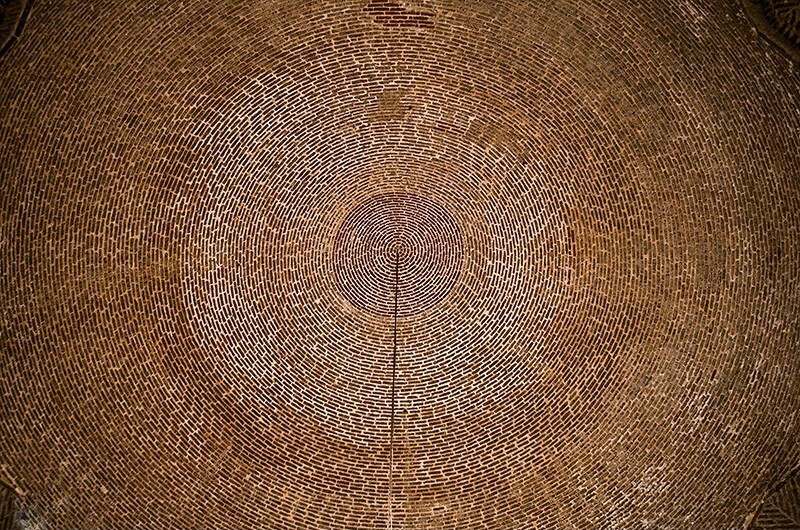
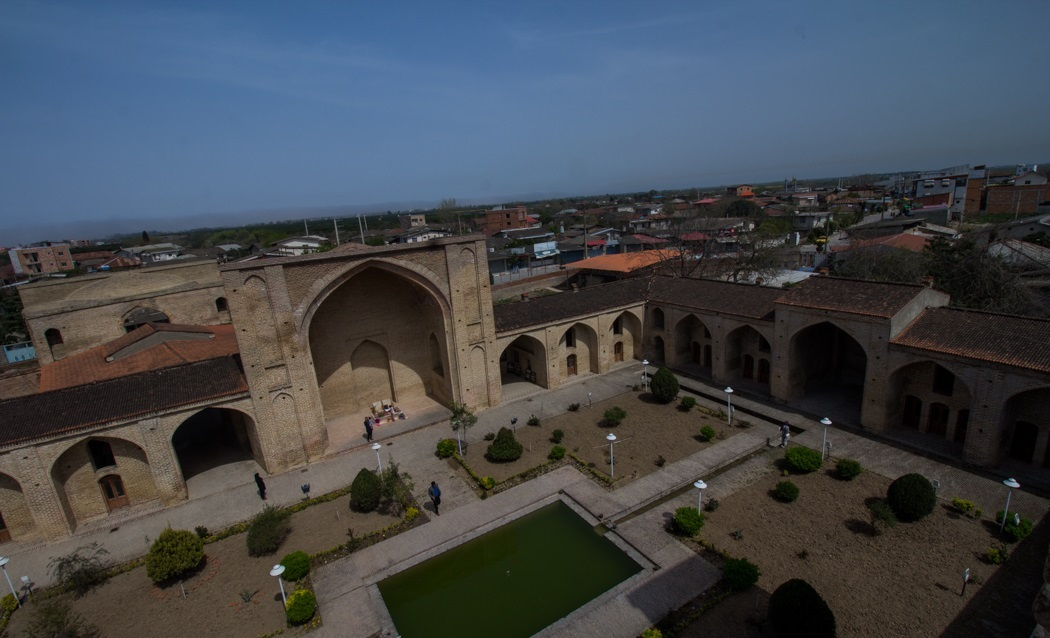
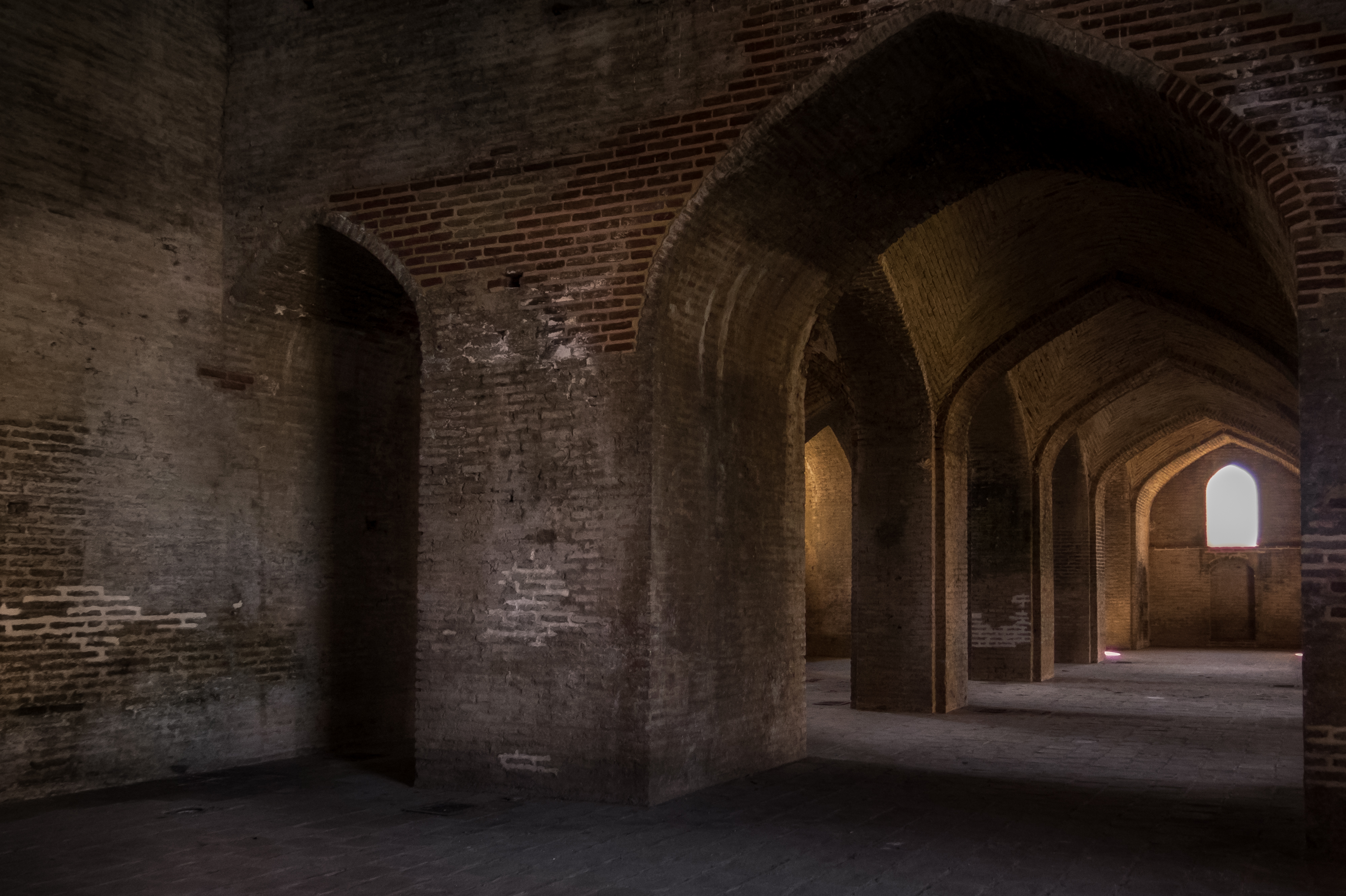
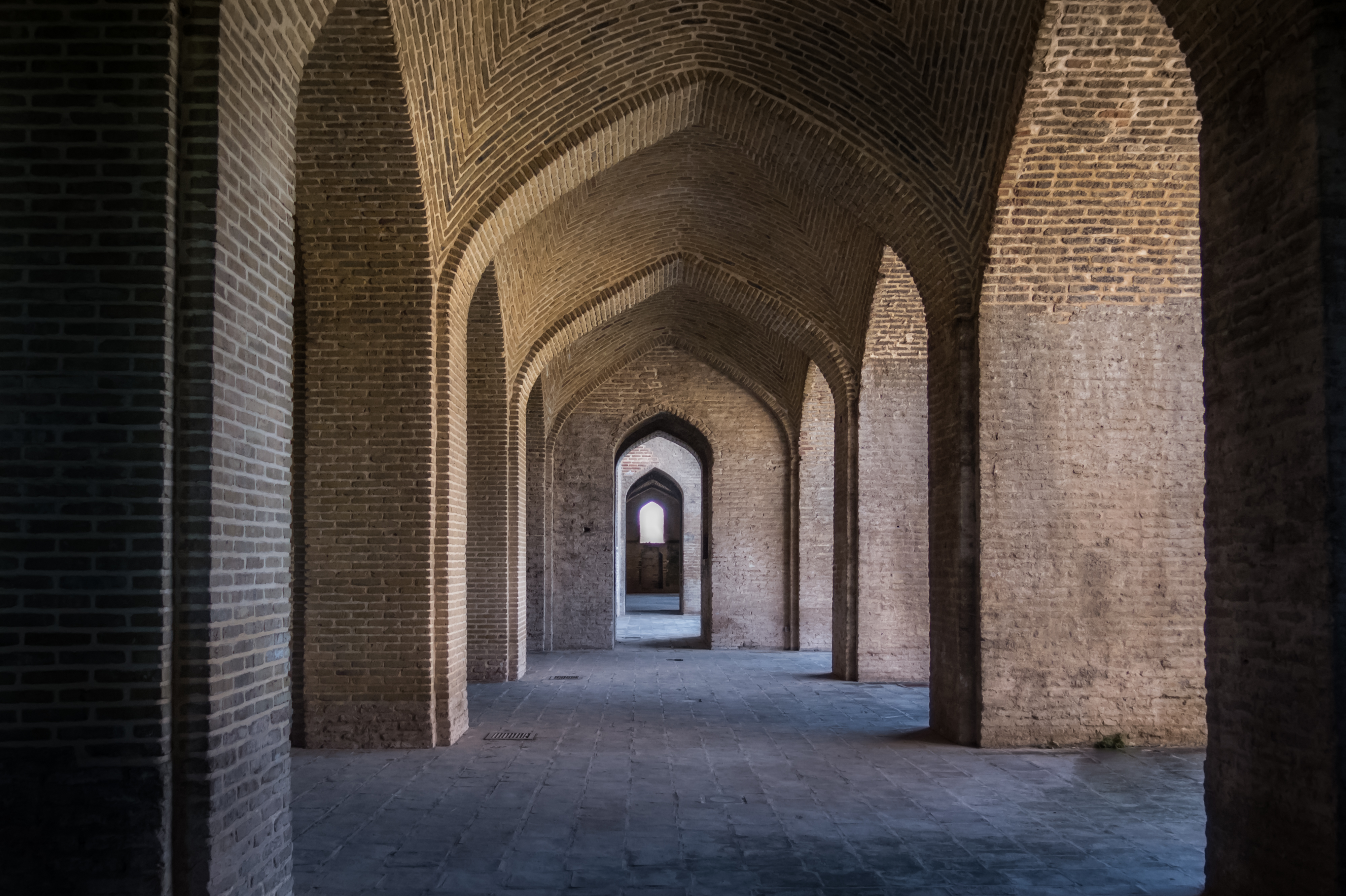